# Soskovo
Soskovo (in russo Сосково?) è un villaggio della Russia europea sudoccidentale, situato nell'oblast' di Orël; è il centro amministrativo del rajon Soskovskij.
Si trova nel rialto centrale russo, 63 km a sud-ovest di Orël.